# Штепанек, Мартин
Мартин Штепанек (чеш. Martin Štěpánek; 11 января 1947, Прага Чехословакия — 16 сентября 2010, Прага Чехия) — чешский актёр театра и кино, государственный деятель, министр культуры Чехии (2006—2007).

## Биография
Сын актёра театра и кино, режиссёра и драматурга Зденека Штепанека. Брат актрисы Яны Штепанковой (1934—2018) и актёра Петра Штепанека.
В 1969 г. окончил театральный факультет Академии музыкальных искусств в Праге. В 1969—1973 выступал на сцене Национального театра в Праге, в 1973—1976 — Драматического клуба, в 1977—1981 — театра на Виноградах в Праге. Амплуа — комедийный актёр (одновременно — характерный).
В 1981 эмигрировал в Австрию, через два года переехал в Германию, где работал в Мюнхенской редакции Радио «Свободная Европа». На родину вернулся в 1994 году.
В 2006—2007 годах — министр культуры Чехии в кабинете премьер-министра М. Тополанека.
Покончил жизнь самоубийством, застрелившись в своей квартире 16 сентября 2010 г.

## Театральные работы
Исполнял роли в пьесах зарубежных классиков и чешских драматургов (Шекспир «Генрих V», «Отелло», «Ромео и Джульетта», Достоевский «Братья Карамазовы», А. Стриндберг «Королева Кристина», пьесы Дюрренматта, К. Чапека,Ю. Зейера, Й. Тыла и др.)

## Избранная фильмография
- Ответчик / Obžalovaný (1964)
- Алиби на воде / Alibi na vodě (1965)
- Каждый молодой муж / Každý mladý muž (1965)
- Святая грешница / Svatá hříšnice (1970)
- Четырёх убийств достаточно, дорогая (1970)
- Секреты великого сказочника / Tajemství velkého vypravěče (1971)
- Соколово (1974)
- Rukojmí v Bella Vista (1979)
- Пассаж / Pasáž (1996)
- Королевский обет / Královský slib (2001)

## Телесериалы
- Грешники города Прага / Hříšní lidé města pražského (1968)
- Секретная плетеная корзина / Tajemství proutěného košíku (1978)
- Тридцать случаев майора Земана (27 серия. Заложник в Белла Висте, 1978)
- На скамье подсудимых правосудия / Na lavici obžalovaných justice (1998)
- Pojišťovna štěstí (2004)
- Поезд /Letiště (2006)